# Synodontis maculipinna
Synodontis maculipinna é uma espécie de peixe da família Mochokidae.
É endémica da Tanzânia.
Os seus habitats naturais são: lagos de água doce.